# Erika Franziska Werneck
Erika Franziska Werneck (Landshut, 1947) é uma divulgadora de ciência, jornalista e pesquisadora brasileira. Sua carreira foi especialmente marcada por sua atuação como repórter do Globo Ciência, o que aliás lhe rendeu o Prêmio José Reis de Divulgação Científica, em 1991. Foi professora de radiojornalismo, telejornalismo e jornalismo científico na Universidade Federal Fluminense, de 1973 a 1997.
Ela nasceu na Alemanha, mas se mudou para o Brasil com sua família aos sete anos. Formou-se em comunicação social em 1971. Trabalhou na Rádio Nacional, Rádio Eldorado, TV Educativa e Rede Globo. Na TV Educativa, estreou sua atividade de divulgação científica, no programa "Nossa Ciência", coordenado pelo jornalista Ivan Alves. Trabalhou no Globo Ciência de 1986 a 1991. Esteve também à frente do Núcleo de Difusão de Ciência e Tecnologia da Faperj.
Em 1991, Erika Franziska Werneck recebeu o Prêmio José Reis de Divulgação Científica. A comissão avaliadora assim justificou a premiação: "Pela qualidade e quantidade de seus trabalhos, divulgados principalmente no Programa Globo Ciência".
Em entrevista, em 2004, ela falou sobre o desafio de ser um jornalista científico:

Não é preciso ser formado em química ou física para ser um jornalista de divulgação da ciência: tem que ser, sim, um bom jornalista, que conheça seu ofício e saiba levar a linguagem hermética do cientista para o público de forma compreensível, porque ele é o mediador. Para isso, cientista e jornalista têm que ser aliados. O jornalista tem que perguntar, tem que se colocar no lugar do telespectador, do ouvinte, do leitor. O desafio é o mesmo que existe há vinte anos. Hoje, ele é até muito menor, porque os cientistas estão muito mais receptivos aos jornalistas do que quando comecei a fazer divulgação. Além disso, nós jornalistas já avançamos muito, porque não sacralizamos mais o cientista, que não é mais considerado um deus numa torre de marfim.— Erika Franziska Werneck

## Prêmio
Prêmio José Reis de Divulgação Científica, 1991.